# Angelica Lundberg
Angelica Maria Lundberg, född 19 augusti 1981 i Jönköping (Ljungarum), Jönköpings län, är en svensk politiker (sverigedemokrat). Hon är ordinarie riksdagsledamot sedan 2018, invald för Västmanlands läns valkrets sedan 2022 (dessförinnan invald för Jönköpings läns valkrets mandatperioden 2018–2022).
I riksdagen är hon ledamot i civilutskottet sedan 2018 och suppleant i EU-nämnden.